# Pokémon: Black & White-afsnit
Pokémon: Black & White er den fjortende sæson af Pokémon og den første del af Pokémon Serien: Black & White, en japansk anime-TV-serie, kendt i Japan under navnet Pocket Monsters: Best Wishes! (ポケットモンスター ベストウイッシュ Poketto Monsutā Besuto Uisshu). Den blev oprindeligt sendt i Japan på TV Tokyo fra den 23. september 2010 til den 15. september 2011, og senere i Danmark på Disney XD fra den 10. marts 2012, dog er det uvist, hvornår det sidste afsnit blev sendt. Den danske versionering er lavet af SDI Media og er baseret på den amerikanske udgave, som er produceret af The Pokémon Company.
Ash og Pikachu Rejser til Unova for at deltage i Unova Salenen så han kan deltage i Unova Ligaen De rejser sammen med Iris som drømmer om at blive Dragemester og en af Striaton City sal lederne Cilan som drømmer om at blive den bedste Pokemon Kender i Verden. Jessie, James og Meowth bliver også sendt til Unova Region som hemmelige agenter og går undercover og får sorte uniformer på i stedet for deres hvide uniformer men de skifter tilbage til deres hvide uniformer i episode 23, efter at de blev forfremmet af deres boss Giovanni og tar på hemmelige missioner for at erobre Unova Regionen. det vil også sige at i black og white serien bliver de 3 mere seriøse i stedet hvor de opførte sig klodsed og dum i de tidligere pokemon sæsoner, de vil ikke blive suset af sted i stedet vil de flygte ved at bruge deres rygraketter og andre måder hvis deres mission fejler eller bliver besjeret, deres susende afsted vender dog tilbage når ash, iris og cilan tager på krydstogt i gennem decolore øerne når de forlader Unova Regionen og når Ash tager hjem til Kanto Regionen igen. Jessie, James og Meowth arbejder sammen med Dr. Zager som er den genialle hjerne bag hele Team Rocket og kommer op med super gode planer for at overtage Hele Unova Regionen og Pierce som er den nye hemmelige agent i Team Rocket.

## Afsnit
| Nr. i serie | Nr. i sæson | Dansk titel Japansk titel | Japansk visning    | Dansk visning        |
| ----------- | ----------- | --- | ------------------ | -------------------- |
| 660         | 1           | "I Zekroms skygge!" "Isshu Chihō e! Zekuromu no Kage!!" (イッシュ地方へ！ゼクロムの影！！)                                                       | 23. september 2010 | 10. marts 2012       |
| 661         | 2           | "Iris og Axew!" "Airisu to Kibago!" (アイリスとキバゴ！)                                                                                         | 23. september 2010 | 10. marts 2012       |
| 662         | 3           | "Sand, vand og Sandile!!" "Mijumaru! Meguroko! Kikkiippatsu!!" (ミジュマル！メグロコ！危機一髪！！)                                              | 30. september 2010 | Ukendt               |
| 663         | 4           | "Kampklubben og Tepigs valg" "Batoru Kurabu! Nazo no Pokemon Arawareru!!" (バトルクラブ！謎のポケモン現る！！)                                   | 7. oktober 2010    | Ukendt               |
| 664         | 5           | "Tre ledere - tre trusler!" "San'yō Jimu! Tai Baoppu, Hiyappu, Yanappu!!" (サンヨウジム！VSバオップ、ヒヤップ、ヤナップ！！)                     | 14. oktober 2010   | Ukendt               |
| 665         | 6           | "En plads fuld af drømme!" "Yume no Atochi! Munna to Mushāna!!" (夢の跡地！ムンナとムシャーナ！！)                                               | 21. oktober 2010   | Ukendt               |
| 666         | 7           | "Snivy er en svær fangst!" "Tsutāja Getto de Meromero!?" (ツタージャ・ゲットでメロメロ！？)                                                      | 28. oktober 2010   | Ukendt               |
| 667         | 8           | "Darmanitan reddes fra klokken!" "Darumakka to Hihidaruma! Dokeitō no Himitsu!!" (ダルマッカとヒヒダルマ！時計塔の秘密！！)                      | 4. november 2010   | Ukendt               |
| 668         | 9           | "Axews træning!" "Pendorā Bōsō! Kibago o Sukue!" (ペンドラー暴走！キバゴを救え！)                                                                | 11. november 2010  | Ukendt               |
| 669         | 10          | "Rivalers kamp om klubmesterskabet!" "Raibaru Batoru! Kyōteki Pururiru!!" (ライバルバトル！強敵プルリル！！)                                     | 18. november 2010  | Ukendt               |
| 670         | 11          | "Et hjem til Dwebble!" "Ishizumai! Jibun no Ie o Torimodose!!" (イシズマイ！自分の家をとりもどせ！！)                                            | 2. december 2010   | Ukendt               |
| 671         | 12          | "Her kommer Trubbish-holdet!" "Yabukuron Sentai to Himitsukichi!?" (ヤブクロン戦隊と秘密基地！？)                                                | 9. december 2010   | Ukendt               |
| 672         | 13          | "Minccino - pæn og ordentlig!" "Chirāmyi wa Kireizuki!?" (チラーミィはきれいずき！？)                                                            | 16. december 2010  | Ukendt               |
| 673         | 14          | "En nat i Nacrene City-museet!" "Shippō Shiti! Hakubutsukan de Daibōken!!" (シッポウシティ！博物館で大冒険！！)                                  | 23. december 2010  | Ukendt               |
| 674         | 15          | "Kampen ifølge Lenora!" "Shippō Jimu Ikusa! Tai Jimu Rīdā Aroe!!" (シッポウジム戦！VSジムリーダー・アロエ！！)                                   | 6. januar 2011     | Ukendt               |
| 675         | 16          | "Omkamp i Nacrene-salen!" "Saisen Shippō Jimu! Shin Waza Sakuretsu!!" (再戦シッポウジム！新技炸裂！！)                                           | 13. januar 2011    | Ukendt               |
| 676         | 17          | "Scarggy - klækket og vild!" "Tamago kara Kaetta Abarenbō!" (タマゴからかえったあばれん坊！)                                                     | 20. januar 2011    | Ukendt               |
| 677         | 18          | "Sewaddle og Burgh i Pinwheel-skoven!" "Yaguruma no Mori! Kurumiru to Āti!!" (ヤグルマの森！クルミルとアーティ！！)                              | 27. januar 2011    | Ukendt               |
| —           | —           | "Hikari – Aratanaru Tabidachi!/Nibi Jimu – Shijō Saidai no Kiki!" (ヒカリ・新たなる旅立ち！／ニビジム・史上最大の危機！)                         | 3. februar 2011    | Ukendt               |
| 678         | 19          | "En kenders hævn!" "Somurie Taiketsu! Ishizumai Tai Futachimaru!!" (ソムリエ対決！イシズマイVSフタチマル！！)                                    | 17. februar 2011   | Ukendt               |
| 679         | 20          | "Danser med Ducklett-trioen!" "Pikachū Tai Meguroko Tai Koaruhī!!" (ピカチュウVSメグロコVSコアルヒー！！)                                        | 24. februar 2011   | Ukendt               |
| 680         | 21          | "Gothitelles fortabte verden!" "Sukai Arō Burijji to Gochiruzeru!" (スカイアローブリッジとゴチルゼル！)                                          | 3. marts 2011      | Ukendt               |
| 681         | 22          | "Når Venipede bisser!" "Hiun Shiti! Fushide Panikku!" (ヒウンシティ！フシデパニック！！)                                                         | 10. marts 2011     | Ukendt               |
| —           | —           | "Roketto-dan Tai Purazuma-dan! (Zenpen)" (ロケット団ＶＳプラズマ団！（前編）)                                                                    | Ikke sendt i Japan | Ikke sendt i Danmark |
| —           | —           | "Roketto-dan Tai Purazuma-dan! (Kōhen)" (ロケット団ＶＳプラズマ団！（後編）)                                                                     | Ikke sendt i Japan | Ikke sendt i Danmark |
| 682         | 23          | "Kampen om Kryp-typernes kærlighed!" "Hiun Jimu Sen! Junjō Hāto no Mushi Pokemon Batoru!!" (ヒウンジム戦！純情ハートの虫ポケモンバトル！！)      | 17. marts 2011     | Ukendt               |
| 683         | 24          | "Emolga den uimodståelige!" "Kawaii Kao ni Yōchūi! Emonga de Shibirebire!!" (かわいい顔に要注意！エモンガでシビレビレ！！)                       | 24. marts 2011     | Ukendt               |
| 684         | 25          | "Emolga og den nye Volt Switch!?" "Emonga Tai Tsutāja! Boruto Chenji de Daikonran!!" (エモンガＶＳツタージャ！ボルトチェンジで大混乱！！)        | 31. marts 2011     | Ukendt               |
| 685         | 26          | "Det uhyggelige Litwick-slot!" "Hitomoshi Yashiki no Kowa~i Ohanashi!" (ヒトモシ屋敷のこわ～いお話！)                                            | 7. april 2011      | Ukendt               |
| 686         | 27          | "Vejen til at blive Dragemester!" "Doragon Masutā e no Michi! Kibago Tai Kurimugan!!" (ドラゴンマスターへの道！キバゴＶＳクリムガン！！)         | 14. april 2011     | Ukendt               |
| 687         | 28          | "Oshawotts tabte muslingeskal!" "Kieta Hotachi! Mijumaru Saidai no Kiki!!" (消えたホタチ！ミジュマル最大の危機！！)                              | 21. april 2011     | Ukendt               |
| 688         | 29          | "Cottonee bliver forelsket!!" "Koisuru Monmen wa Kaze ni Notte!" (恋するモンメンは風に乗って！)                                                  | 28. april 2011     | Ukendt               |
| 689         | 30          | "En UFO til Elgyem!" "Rigurē to Mikakunin Hikō Buttai!" (リグレーと未確認飛行物体！)                                                             | 5. maj 2011        | Ukendt               |
| 690         | 31          | "Ash og Trip's tredje kamp!!" "Raibaru Batoru! Baniputchi, Dokkorā Sansen!!" (ライバルバトル！バニプッチ、ドッコラー参戦！！)                    | 12. maj 2011       | Ukendt               |
| 691         | 32          | "At se frygten i øjnene!" "Gamagaru, Maggyo! Mizube no Tatakai!!" (ガマガル、マッギョ！水辺の戦い！！)                                           | 19. maj 2011       | Ukendt               |
| 692         | 33          | "Iris and Excadrill imod Drage-buster!" "Doragon Basutā Tōjō! Airisu to Doryūzu!!" (ドラゴンバスター登場！アイリスとドリュウズ！！)              | 26. maj 2011       | Ukendt               |
| 693         | 34          | "Fang en Roggenrola!" "Dangoro! Rasutā Kanon Hassha seyo!" (ダンゴロ！ラスターカノン発射せよ！！)                                                | 2. juni 2011       | Ukendt               |
| 694         | 35          | "Hvor blev du af, Audion?" "Somurie Tantei Dento! Tabunne Shissō Jiken!!" (ソムリエ探偵デント！タブンネ失踪事件！！)                             | 9. juni 2011       | Ukendt               |
| 695         | 36          | "Archeops i den moderne verden!!" "Kaseki Fukkatsu! Kodai Kaichō Ākeosu!!" (化石復活！古代怪鳥アーケオス！！)                                    | 16. juni 2011      | Ukendt               |
| 696         | 37          | "En Fiskekender i en lusket konkurrence!" "Tsuri Somurie Dento Tōjō!!" (釣りソムリエ・デント登場！！)                                            | 23. juni 2011      | Ukendt               |
| 697         | 38          | "Filmtid! Zorua i "Legendon om Pokémon-ridderen"!" "Zoroa Za Mubi! Pokemon Naito no Densetsu!!" (ゾロア・ザ・ムービー！ポケモンナイトの伝説！！) | 30. juni 2011      | Ukendt               |
| 698         | 39          | "Gensynskampe i Nimbasa!" "Zen'in Shūgō! Don Batoru!!" (全員集合！ドンバトル！！)                                                                | 7. juli 2011       | Ukendt               |
| 699         | 40          | "Cilan mod Trip, Ash mod Georgia!!" "Nettō Don Batoru! Tsutāja Tai Komatana!!" (熱闘ドンバトル！ツタージャVSコマタナ！！)                        | 21. juli 2011      | Ukendt               |
| 700         | 41          | "Klubkampens intense opgør: Emolga mod Sawk!" "Hakunetsu Don Batoru! Emonga Tai Dageki!!" (白熱ドンバトル！エモンガVSダゲキ！！)                 | 4. august 2011     | Ukendt               |
| 701         | 42          | "Klubkampfinalen: En helts udfald!" "Kessen Don Batoru! Satoshi Tai Airisu!!" (決戦ドンバトル！サトシ対アイリス！！)                             | 11. august 2011    | Ukendt               |
| 702         | 43          | "Meowths luskede taktik!" "Nyagoshiētā Nyāsu! Zuruzukin Setoku Sakusen!!" (ニャゴシエーター・ニャース！ズルズキン説得作戦！！)                   | 18. august 2011    | Ukendt               |
| 703         | 44          | "Purrloin, sød eller lusket?" "Choroneko ni Goyōjin! Nyāsu to Mijumaru!!" (チョロネコに御用心！ニャースとミジュマル！！)                         | 25. august 2011    | Ukendt               |
| 704         | 45          | "Beheeyem, Duosion, og drømmetyven!" "Ōbemu to Daburan to Yume Dorobō!" (オーベムとダブランと夢泥棒！)                                           | 1. september 2011  | Ukendt               |
| 705         | 46          | "Fejden på Beartic-bjerget!" "Nyagoshiētā Nyāsu! Tsunbeā no Mori o Toppa seyo!!" (ニャゴシエーター・ニャース！ツンベアーの森を突破せよ！！)      | 8. september 2011  | Ukendt               |
| 706         | 47          | "Krisetilstand i undergrunden!" "Gekisō! Batoru Sabuwei!! (Zenpen)" (激走！バトルサブウェイ!! （前編）)                                          | 15. september 2011 | Ukendt               |
| 707         | 48          | "Kampen om undergrunden!" "Gekisō! Batoru Sabuwei!! (Kōhen)" (激走！バトルサブウェイ!! （後編）)                                                 | 15. september 2011 | Ukendt               |

## Stemmer
| Karakter    | Japansk            | Dansk           |
| ----------- | ------------------ | --------------- |
| Ash Ketchum | Rika Matsumoto     | Mathias Klenske |
| Pikachu     | Ikue Ōtani         | Ikue Ōtani      |
| Iris        | Aoi Yūki           | Malene Tabert   |
| Cilan       | Mamoru Miyano      | Sonny Lahey     |
| Jessie      | Megumi Hayashibara | Ann Hjort       |
| James       | Shinichiro Miki    | Thomas Kirk     |
| Meowth      | Inuko Inuyama      | Peter Zhelder   |
| Fortæller   | Unshō Ishizuka     | Torben Sekov    |

## Hjemmeudgivelser
I Japan er sæsonen blevet fuldt udgivet til udlejning, men købeudgivelser er begrænset til visse afsnit. Sæsonen har fået en komplet hjemmeudgivelse på engelsk i USA og Australien på nær debanlyste afsnit.
I Danmark har denne sæson ikke set nogen form for hjemmeudgivelse.